# Heinrich Julius Holtzmann
Pour les articles homonymes, voir Holtzmann.
Heinrich Julius Holtzmann, né le 17 mai 1832 à Karlsruhe (Grand-duché de Bade) et mort le 4 août 1910 à Lichtenthal (Baden-Baden), est un théologien protestant badoise, exégète du Nouveau Testament.
Venu de l'université de Heidelberg en 1874, il enseigna à la Faculté de théologie protestante de Strasbourg, où Albert Schweitzer fut son élève.